# Обей, Андре
Андре Обей (фр. André Obey; 8 мая 1892, Дуэ, Франция — 11 апреля 1975, Монсоро) — французский драматург, писатель
, сценарист и журналист. Лауреат премии Ренодо (1928).

## Биография
Дебютировал как романист, опубликовав автобиографический роман о своей юности Le joueur de triangle («Треугольник»). После встречи с театральным деятелем Жаком Копо полностью посвятил себя драматургии.
В 1945—1947 годах — главный администратор «Комеди Франсез» .

## Избранные произведения
Романы
- Le joueur de triangle, 1928

Пьесы
- La Souriante Madame Beudet, 1921 (постановка на Бродвее, 1921)
- La Carcasse , 1926
- Le Viol de Lucrèce, 1931 (постановка на Бродвее, 1932)
- La Bataille de la Marne , 1932
- Noé, 1930: (постановка на Бродвее, 1935)
- Lazare, 1950
- L’Orestie, 1955
- Les trois coups de minuit, 1957
- Revenu de l'étoile, 1965

Сценарии
- 1923 — Улыбающаяся мадам Бёде / La souriante Madame Beudet
- 1943 — Господин де Лурдин / Monsieur des Lourdines
- 1944 — Ангел ночи /L’ange de la nuit
- 1946 — Нищие в раю / Les gueux au paradis
- 1946 — Noah (ТВ)
- 1954 — Ein Opfer für den Wind (ТВ)
- 1957 — Тот, кто должен умереть / Celui qui doit mourir
- 1960 — Фестиваль (сериал) / Festival
- 1966—1986 — Сегодня вечером в театре (сериал) / Au théâtre ce soir
- 1967 — Gongslag middernacht (ТВ)